# Patria
„Patria” este unica rețea de cinematografe din Republica Moldova. Ea include 3 cinematografe în Chișinău și un cinematograf în Bălți. Din 1997 este în proprietatea lui Victor Șelin. Cinematograful central al municipiului Chișinău este numit în cinstea marelui regizor moldovean Emil Loteanu. Capacitatea cinematografului este de 436 locuri. 
Patria deține monopolul pe piața de cinema din Republica Moldova și până la mijlocul anilor 2010 a difuzat filmele exclusiv în limba rusă. În 2010 compania a realizat un sondaj pe site-ul său în care întreba vizitatorii online care sunt preferințele lor în materie de traducerea filmelor: dublarea filmelor în limba rusă sau filme în original cu subtitrare în limba română, iar majoritatea respondenților s-au expus pro dublării filmelor în limba rusă.
Din 12 iunie 2014, în rețeaua Patria pot fi vizionate și filme dublate în limba română.
Director general al rețelei de cinematografe „Patria” este Alexei Lisnic.
Conform conducerii „Patria”, distribuția de film în Republica Moldova este o afacere cu profit neînsemnat și din acest motiv și-au încetat activitatea cinematografele «Flacăra» și «Gaudeamus».

## Legături externe
- Site oficial